# نبردناو کلاس کونیگ
نبردناو کلاس کانیگ (به انگلیسی: König-class battleship) یک کلاس از کشتی است که طول آن ۱۷۵٫۴ متر (۵۷۵ فوت ۶ اینچ) می‌باشد.